# Tenebroides corticalis
Tenebroides corticalis là một loài bọ cánh cứng trong họ Trogossitidae. Loài này được Melsheimer miêu tả khoa học năm 1844.